# Physaraia sinensis
Physaraia sinensis är en stekelart som beskrevs av Donald L.J. Quicke och You 1997. Physaraia sinensis ingår i släktet Physaraia och familjen bracksteklar. Inga underarter finns listade i Catalogue of Life.